# Ernst Oppacher
Ernst Oppacher est un patineur artistique autrichien. Il remporte la médaille de bronze aux Mondiaux de 1924 et aux Championnats d'Europe de 1922 .

## Palmarès
| Compétition | 1912 | 1913 | 1914 | 1915 | 1916 | 1917 | 1918 | 1919 | 1920 | 1921 | 1922 | 1923 | 1924 | 1925 | 1926 | 1927 |
| Jeux olympiques d'hiver | X    |      |      |      | JA   |      |      |      |      |      |      |      |      |      |      |      |
| Championnats du monde |      | 5e   | 4e   | CA   | CA   | CA   | CA   | CA   | CA   | CA   |      | 4e   | 3e   | 4e   |      |      |
| Championnats d’Europe |      |      | 4e   | CA   | CA   | CA   | CA   | CA   | CA   | CA   | 3e   |      |      |      |      | 4e   |
| Championnats d'Autriche | 2e   | 2e   | 2e   | CA   | CA   | CA   | CA   | CA   |      | 1er  | 1er  | 2e   |      |      |      | 3e   |
| Légende : X = Pas de patinage artistique aux Jeux olympiques d'été de 1912 ; JA = Jeux olympiques d'été annulés ; CA = Championnats annulés |      |      |      |      |      |      |      |      |      |      |      |      |      |      |      |      |